# Nureddine Rifai

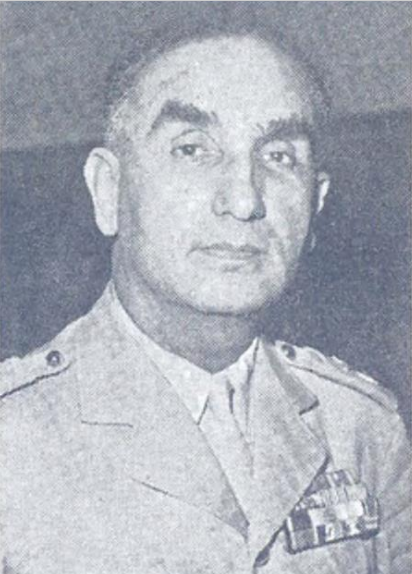
Nureddine Rifai, n.d.

Nureddin Rifai (1899 - Janeiro 1980) (em árabe: نور الدين الرفاعي) foi diretor das Forças de Segurança Interna do Líbano e 25º Primeiro Ministro do Líbano.
Rifai foi nomeado primeiro-ministro por Suleiman Frangieh durante o curto governo militar do Líbano. Ele serviu apenas três dias antes de renunciar ao cargo face a um protesto.